# Kolej krále Alexandra
Jihoslovanský dům čili Kolej krále Alexandra (dnes Kolej Komenského) je vysokoškolská kolej čp. 682, Parléřova 6, Praha 6 - Střešovice, kterou v roce 1931 navrhl Nikola Dobrović. V roce 1933 byla stavba dokončena stavební firmou Ing. František Kándl.

## Popis
Pro potřeby jihoslovanských studentů, kteří na české univerzity začali v meziválečném období přicházet v hojném počtu, především na konzervatoř, Akademii výtvarných umění a České vysoké učení technické, byla roku 1933 v řadové zástavbě ulic Parléřova a Hládkov vybudována Kolej krále Alexandra, jindy nazývaná Jihoslovanský dům, dnes kolej Komenského. Navrhl ji srbský architekt vystudovaný v Praze, Nikola Dobrović, po 2. světové válce městský architekt Bělehradu, považovaný za mistra balkánské moderny v architektuře.
Objekt na půdorysu připomínajícím písmeno H má čtyři nadzemní podlaží a polozapuštěný suterén, v části při ulici Hládkov s druhým suterénem. Střechy jsou převážně ploché, při Patočkově ulici variace střechy pultové se zaobleným vrcholem a sklonem do dvora. Fasády jsou hladké štukové, členěné pouze pásy dvoukřídlých oken. Hlavní vstup krytý plnou markýzou je z ulice Parléřovy. V přízemí byly navrženy společné prostory (vrátnice, přednáškové sály), v patrech jedno- a dvoulůžkové pokoje, vždy dva se společnou předsíní. Společné příslušenství bylo na chodbě. Dle původní archivní dokumentace byla v přízemí při ulici Hládkov krytá letní jídelna, terasa. Ta byla uzavřena v roce 1937.
Konstrukčně je objekt železobetonový skelet. Trámky stropní konstrukce se zajímavým způsobem uplatňují v hlavní uliční fasádě, mohutné pilíře skeletu, barevně zvýrazněné, pak dominují komunikačním prostorám.
Objekt je příkladem stavby občanské vybavenosti v řadové zástavbě, který je přes svůj rozsah citlivě urbanisticky zakomponován do blokové zástavby. Jsou zde použity moderní konstrukční systémy, umožňující vzdušné původní řešení otevřených krytých teras a letní jídelny v přízemí.